# قبيلة الكيلاش

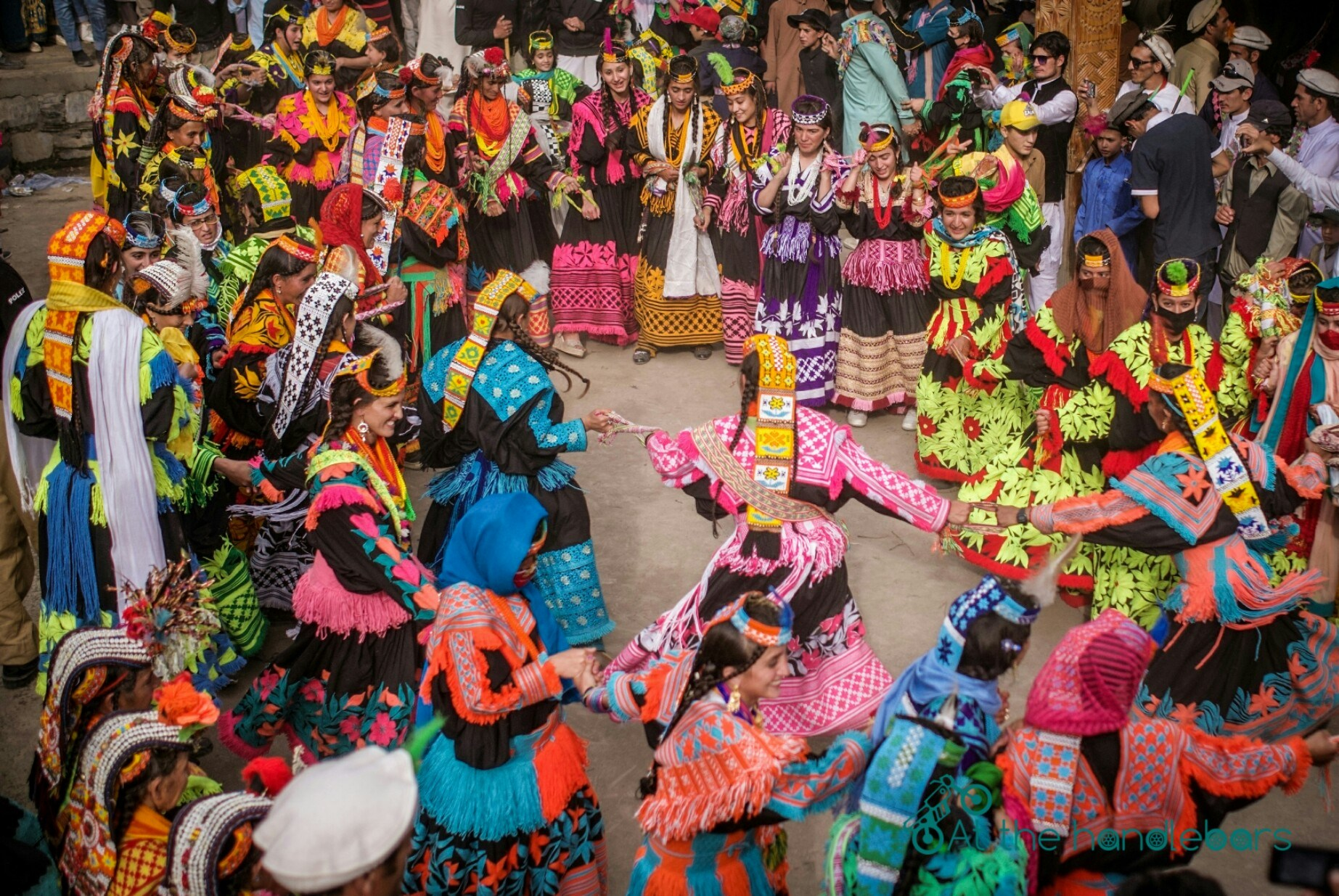

يُعتقد أن أفراد قبائل الكيلاش القاطنة في المرتفعات الجليدية الشمالية من باكستان بأنهم من نسل الاسكندر المقدوني الكبير أو أنهم أحفاد جنود جيش الاسكندر الذين ضلوا طريقهم في مرتفاعات سلسلة جبال هندوكش في العصور السابقة. لكن رجحت التحاليل الجينية الجديدة التي أجريت في المنطقة أن شعب الكلاش قد يكون في الحقيقة من السكان الأصليين للمنطقة. ويتميز الكالاشيون بتقاليد وثقافة فريدة من نوعها في عين الاعتبار، فهم عرقية لا تتشابه مع مجموعة العرقيات المحيطة بها لا من الناحية الجينية ولا من الناحية الدينية ولا الثقافية مع أنهم مختلفون تماماً عن باقي سكان باكستان في طريقة تفكيرهم وأشكالهم التي تتشابه مع الأوروبيين في لون بشرتهم وشعرهم الأشقر وعيونهم الخضراء والزرقاء والسوداء والرمادية والبنية. وللطبيعة دور هام للغاية في حياتهم اليومية ومعتقداتهم الروحية، وتعتبر تقلبات الجو وفصول السنة جزءاً من تقاليدهم وطقوسهم الدينية، إذ إنهم يقدمون التضحيات لهذه المواسم من خلال المهرجانات والأعياد الدينية التي يقيمونها بمناسبة قدوم المواسم الجديدة تلو الأخرى.

## اماكن القبيلة
الكيلاش موزعون بين ثلاثة وديان تقع بين سلسلة جبال هندوكش الجليدية بشمال باكستان والتي تبقى منقطعة عن العالم قرابة نصف العام، وهي وديان «رامبور» و«بمبوريت» و«برير» بينما يعتبر وادي «برير» الأكثر ثقافياً من بين الوديان الثلاثة، ويحتفظ الوادي ببعض معالم الحضارة اليونانية القديمة. مما يشير إلى علاقة عرقية الكيلاش بالاسكندر المقدوني أو بأفراد جيشه من حيث النسب. ولكن حضارتهم الحالية هي عبارة عن مزيج من الثقافة الإسلامية والهندوسية والفارسية وبعض جوانبها مختلطة بثقافة سكان جمهوريات آسيا الوسطى لوقوع المنطقة جغرافياً في موقع يتوسط الحضارات المذكورة. ومع وجود معالم واضحة لثقافة اليونان القديمة في منطقة وديان كيلاش الثلاث، فقد أشارت بعض الدراسات التي أجراها العلماء الأوروبيون لبعض المعالم الأثرية المتمثلة في المنحوتات الصخرية والخشبية وبعض الكلمات المندمجة في لغتهم «خوار» إلى وجود علاقة بينهم وبين الاسكندر المقدوني، إلا أن الدراسات الجينية لم تثبت علاقتهم حتى الآن باليونان. وقد اعتقد بعض العلماء أنهم ينحدرون من الشرق الأوسط أو من أوروبا الشرقية أو من القوقاز، ولكن هذه الدراسات أيضاً لم تأت بنتائج واضحة، ولا يزال الرأي مستقراً أنهم من السكان الأصليين للمنطقة لعدم تطابق جيناتهم مع سكان العالم بايما فيها مناطق آسيا نفسها.

## المرأة الكلاشية
تحتفظ المرأة الكلاشية بكامل حق اختيار الزوج أو استبداله بزوج آخر متى ما شاءت خلال حياتها ولمرات غير محددة، بحيث يقوم الزوج الجديد بدفع ضعفي المهر الذي دفعه الزوج الأول لوالد المرأة ليحتفظ الوالد بنصف المبلغ وأن يعيد نصفه للزوج الأول لتصفية حساباته معه، بينما لا يملك الزوج الأول حق الاحتجاج أو الاعتراض مادامت الزوجة ودعته، وهو تصرف أشبه بالطلاق. ولا يقيم الكلاش مناسبة خاصة بالزفاف، ويتم الزواج بمجرد هروب المرأة إلى بيت الزوج الذي تختاره ليقوم الزوج في اليوم التالي بالتفاوض مع والدها ليتم تحديد المبلغ الذي يمكن وصفه بالمهر ليدفع إلى والد العروس الهاربة إلى بيت زوجها. هذا ولا يعيش الكيلاش مثل بقية العرقيات المحافظة المحيطة بها، إذ لا يمنع الكيلاش عن الاختلاط بين الرجال والنساء، ولكنهم يعيشون وفقاً لحدود اجتماعية تمنع الفساد الاجتماعي، فهم يتزوجون ويقضون حياة زوجية مع شركاء حياتهم كالآخرين مع أن المرأة تحتفظ دوماً بحق استبدال زوجها، وعلى الرغم من وجود هذا الخيار لدى المرأة فإن معظم نساء الكيلاش لا يغيرون أزواجهن بعد الإنجاب لحرصهن على مستقبل أولادهن.

## عادات القبيلة
لا يتجاوز عدد أفراد قبائل الكيلاش الثلاث عن 6000 فرد، وهم ليسوا مسلمين، ويعتمدون على تناول الكحول المستخلصة محلياً من الفواكه لمواجهة البرد القارس والبيئة الجليدية، وإلى جانب ذلك فإن غذاءهم يعتمد على الفواكه المجففة والمكسرات والعسل والسمن البلدي واللحوم إلى جانب القمح والذرة والدخن، وليست لديهم وجبات متنوعة. كما أن لديهم نظرة مختلفة تماماً للحياة مقارنة ببقية سكان باكستان، وتشتهر لديهم رقصات تشبه الفلكلور اليوناني القديم. وبشكل عام فإن الكيلاش شعب فقير، ويعتمد على الزراعة والثروة الحيوانية بشكل أساسي، لينضم إليها عامل السياحة التي لا تعتبر أساس اقتصادهم نظراً إلى أن المنطقة تبقى منقطعة عن العالم لقرابة نصف السنة لانسداد الطرق المؤدية إليها بسبب تراكم الجليد. ومن حيث اللباس فإن لباس الرجال لا يختلف عن اللباس الباكستاني المعروف السروال والقميص تضاف إليه قبعة مزودة بريشة من أعلاها، بينما يختلف لباس نساء الكيلاش كلياً عن اللباس المعروف في المنطقة بأسرها.

## حياتهم الدينية
تعرف وديان كيلاش الثلاثة أيضاً باسم كافرستان والتي تعني باللغة المحلية (بلاد الكفار) وذلك نسبة إلى ديانتهم التي يصنفها الخبراء في باكستان من صنف الديانات الوثنية مع أنها لا تتشابه مع مجموعة الديانات المعروفة في منطقة القارة الهندية، فالكيلاش يؤمنون بآلهة لا يمكن رؤيتها ولكنها تتواجد بينهم عند بداية أو نهاية كل موسم، ويتم تقديم التضحيات إليها من المواشي والمأكولات وتقدم لها الرقصات حسب فصول السنة، إضافة إلى الرقصات الشعبية، والكيلاش لا يعبدون الأصنام ولا الأشجار ولا النار ولا أي شيء مرئي أو مجسم. وهذا ما دفع أعداداً كبيرة منهم للدخول إلى الإسلام. وقد قبلت أعداد كبيرة من الكيلاش الإسلام خلال السنوات الأخيرة، وذلك بسبب اختلاطهم مع العرقيات والثقافات المحلية الأخرى المحيطة بها مع تجدد وسائل النقل وفتح طريق بري إلى مناطقهم مع انتشار الهواتف المحمولة ووسائل الإعلام المسموعة والمطبوعة والمرئية،

## المنازل
بينما لا يزال الكيلاش يسكنون في منازل يتم بناؤها على الطراز القديم من الأخشاب والحجارة، يتم تقسيمها إلى غرفة للضيوف وأخرى تلجأ إليها العائلة للنوم وتكون هذه الغرفة مزودة بمدفئة تعمل بالخشب ذات مدخنة يعلو منها الدخان خلال فصل الشتاء.

## اللغة
يتحدث الكيلاش لغة تعرف باسم «خوار» أو «درتك» وهي لغة تضم مجموعة من كلمات اللغات الهندية والفارسية مع عائلة كبيرة من كلمات اللغات الأوروبية القديمة، وتعرف لغة هذه العرقية أيضاً بلغة الكيلاش نسبة إلى عرقيتهم، وهي لغة مهددة بالانقراض لتداخل كلمات لغات الأوردو والبشتو المحلية إلى جانب اللغة الإنجليزية إليها بسرعة فائقة، مع أن الإحصائيات تشير إلى أن عدد المتحدثين باللغة المذكورة لا يتجاوز في الوقت الحاضر 5000 شخص خصوصاً بعد انتشار التعليم في منطقة كيلاش.

## المهرجانات
يشتهر الكيلاش بتنظيم المهرجانات الموسمية، وهي ثلاثة مهرجانات أساسية تعتبر جزءاً من تقاليدهم وطقوسهم الدينية، وهي مهرجان «شلنجوشت» ويعقد في أواخر شهر مايو من كل عام وهو مهرجان الاحتفال بيوم الحليب يتم فيه إراقة الحليب الذي يتم جمعه خلال عشرة أيام قبل يوم المهرجان، وذلك من أجل استمرار الحليب طيلة العام - حسب اعتقادهم -.. ومهرجان «أتشاو» ويعقد في فصل الخريف احتفالاً بقدوم الشتاء. والمهرجان الأكثر أهمية هو مهرجان «كلش» ويقعد بين تواريخ 7-22 ديسمبر من كل عام، وهو الاحتفال بانتهاء موسم الحصاد، ويضم هذا المهجران الكثير من الرقص والموسيقى والتضحية من الماعز وترقص فيه النساء في شكل مجموعة دائرية مترابطة أصبحت شعاراً ثابتاً لمقاطعة «شترال» بأكملها، ويتدفق لمشاهدة هذا المهرجان المئات من السياح سنوياً، ويقدم فيه الكيلاش كميات كبيرة من الطعام إلى مقابر السلف لتأكلها الحيوانات فيما بعد. ومهرجان «كميس» ويعقد في منتصف الشتاء يتم فيه تقسيم الرجال إلى فئتين فئة جيدة وأخرى وقحة، ويتم خلاله اصطياد ثعلب من الغابة ومن ثم تركه بعد لفه حول النار وتتبعه لتحديد اتجاه البركة أو الرزق حسب طقوسهم الدينية. وهناك مجموعة أخرى من المهرجانات الصغيرة مثل مهرجان «الملك الراعي» يتم فيه إرسال صبي دون سن المراهقة إلى الجبال للعيش مع الماعز خلال فصل الصيف، وعند عودته يتم السماح له باختيار الفتاة التي يتمنى أن تكون زوجة له حتى وإن كانت زوجة لرجل آخر، وفي هذا الحال تفقد الفتاة التي يختارها حق استبداله بزوج آخر لمدى الحياة باعتباره ملك الماعز.

## مقابر الكيلاش
تعتبر مقابر الكيلاش إحدى أغرب المقابر على وجه الأرض، إذ يتم ترك جثمان الميت في صندوق خشبي مغلق أشبه بالتابوت في الهواء الطلق وسط المقبرة، وإن كانت أنثى يتم تزيينها مثل العروس تماماً من الملابس الجميلة والأساور والمجوهرات الثمينة، بينما تضطر عائلة الميت إلى بيع نصف ممتلكاتها أو كلها من الثروة الحيوانية لإتمام مراسم تشييع الميت على الطريقة الكيلاشية والتي تستمر لنحو 7 أيام يتم خلالها إطعام القادمين على العزاء وتجهز لهم وجبات خاصة لا تعد إلا في مناسبات العزاء ومعظمها تتألف من اللحوم والمكسرات والفواكه، تنضم إليها مراسم الرقصات الشعبية يصاحبها غناء حزين، وتستمر النياحة على جثمان الميت لمدة ثلاثة أيام متتالية ليتم وضع الميت في التابوت أو الصندوق الخشبي في نهاية اليوم الثالث. والحياة الصحية بالنسبة ل «الكيلاش» جيدة بسبب البيئة والمأكولات البلدية النقية والسير لمسافات طويلة على الأقدام وتسلق الجبال يومياً، وتتجاوز أعمار العديد منهم 100 عام أو أكثر من ذلك.